# اللدمة (يريم)

تعديل مصدري - تعديل

اللدمة محلة تابعة لقرية العارضة، التابعة لعزلة خودان بمديرية يريم إحدى مديريات محافظة إب في الجمهورية اليمنية.، بلغ تعداد سكانها 83 حسب تعداد اليمن لعام 2004.